# NGC 6590
NGC 6590 é um aglomerado aberto com nebulosa na direção da constelação de Sagittarius. O objeto foi descoberto pelo astrônomo Lewis Swift em 1885, usando um telescópio refrator com abertura de 16 polegadas. 